# Justinianische Dynastie
Die Justinianische Dynastie gilt als die letzte kaiserliche Dynastie der römischen Spätantike. Ihr gehörten Kaiser Justin I. (518–527), sein berühmter Neffe Justinian (527–565) und dessen Neffe und Nachfolger Justin II. (565–578) an; auch die beiden nachfolgenden Kaiser Tiberios I. (578–582) und Maurikios (582–602) waren ihr durch Adoption verbunden. Die Dynastie, die aus den lateinischsprachigen Donauprovinzen stammte, folgte somit der von Leo I. (457–474) begründeten Thrakischen Dynastie für den Zeitraum von 518 bis 602.
Das Imperium Romanum unterstand seit der Abschaffung des weströmischen Kaisertums 476 theoretisch in seiner Gänze dem Augustus in Konstantinopel, und die Justinianische Dynastie hielt an diesen Ansprüchen unbeirrt fest, die sie im Westen nicht nur diplomatisch, sondern auch gewaltsam durchzusetzen suchte. Das (ost-)römische (bzw. frühbyzantinische) Reich des 6. Jahrhunderts war dabei in vielen Bereichen noch immer stark von römisch-antiken Traditionen geprägt, und auch die griechische Sprache hatte sich im Osten in dieser Zeit noch nicht allgemein gegenüber Latein, der Muttersprache von Justin I. und Justinian, durchgesetzt; Latein war insbesondere am Hof, in der Verwaltung und in der Armee noch immer bedeutend. Die syrische Geschichtsschreibung (z. B. Michael der Syrer) hielt dementsprechend fest, erst nach Justin II. habe die Zeit der „griechischen“ Kaiser begonnen.
Trotz zunehmender militärischer Probleme, vor allem im Balkanraum und an der Ostgrenze, waren die Kaiser dieser Zeit dabei die unbestritten mächtigsten Herrscher im Mittelmeerraum, der seit Justinians Offensiven in Italien, Nordafrika und Hispanien noch einmal zum größten Teil auch faktisch unter direkter römischer Herrschaft stand – wenn auch nur für begrenzte Zeit und teilweise erkauft mit hohen Opfern. Auffällig ist daneben die zunehmende „Liturgisierung“ (Mischa Meier) der spätrömischen Gesellschaft in diesen Jahrzehnten, also die immer engere Verknüpfung von Religion und Politik. Kaiser Justin II. fiel nach militärischen Rückschlägen 574 in geistige Umnachtung und war daher gezwungen, den nicht mit ihm verwandten Tiberios Konstantinos zum Mitregenten und Nachfolger zu bestimmen. Dessen Adoptivsohn Maurikios schien dann kurz davor zu stehen, die zunehmend schwierige außenpolitische Lage des Imperiums durch einen Frieden mit den Sassaniden und anschließende Feldzüge im Donauraum bereinigen zu können, als er einer Meuterei zum Opfer fiel, die auch das Ende der Justinianischen Dynastie bedeutete.
Weitere bedeutende Angehörige der justinianischen Dynastie waren unter anderem Germanus, ein Vetter Justinians, sowie seine Söhne Justin, Justinian und Germanus Postumus.